# Globo de Ouro de melhor ator coadjuvante em cinema

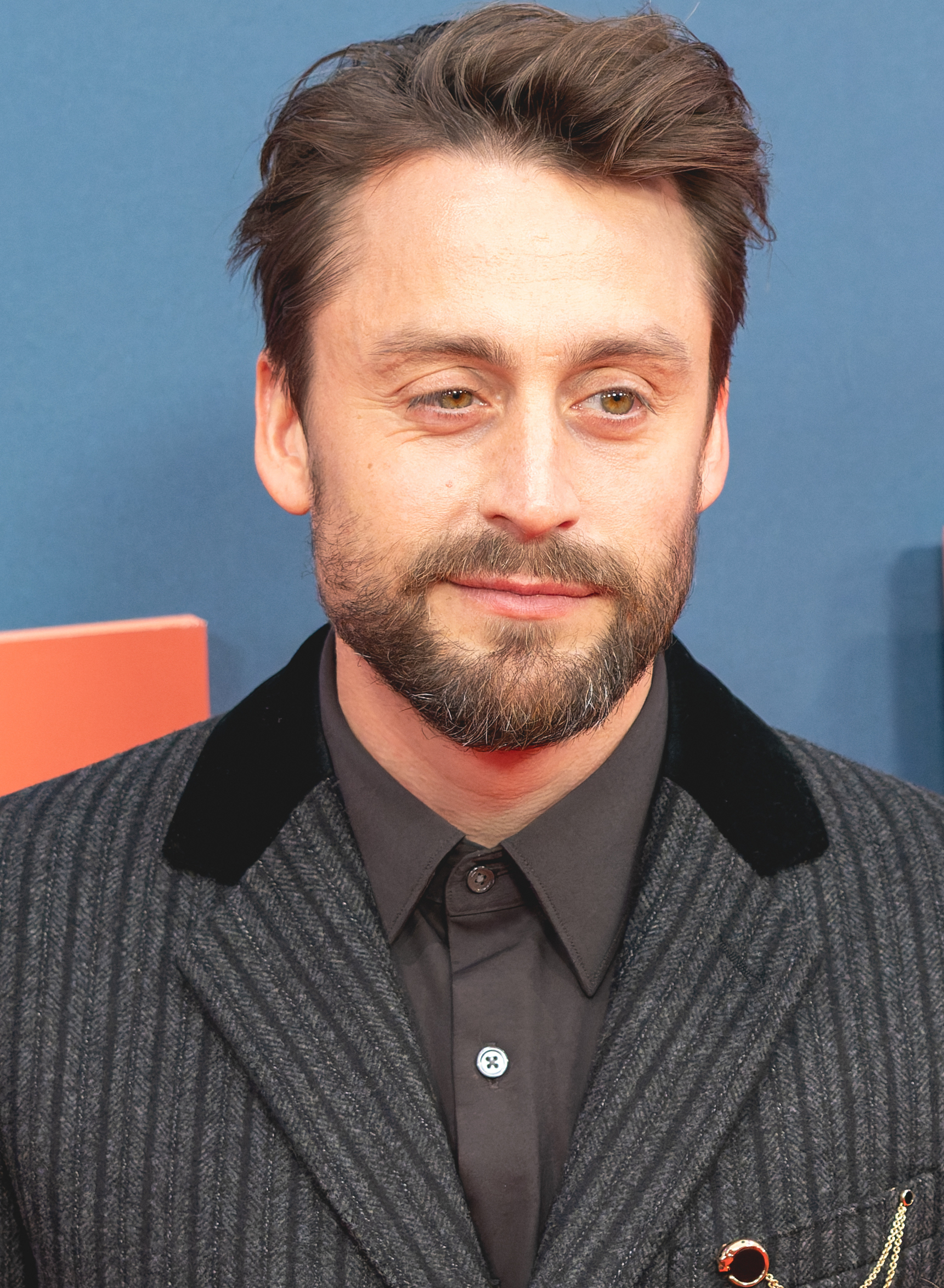
Kieran Culkin vencedor, em 2024, do Globo de Ouro de melhor ator coadjuvante (br) / secundário (prt) em cinema

Lista dos nomeados e vencedores do prémio Globo de Ouro de Melhor Ator coadjuvante em cinema, no Brasil, ou de Melhor Ator secundário em cinema, em Portugal. No original em inglês, o prémio é denominado  Golden Globe Award for Best Supporting Actor – Motion Picture.

## Vencedores e nomeados
O ano refere-se ao de produção do filme. O prémio é normalmente entregue no ano seguinte.
Notas
- "†" indica o vencedor do Óscar de melhor ator secundário
- "‡" indica a nomeação para o Óscar de melhor ator secundário

### Década de 1940
- 1943 - Akim Tamiroff, For Whom the Bell Tolls
- 1944 - Barry Fitzgerald, Going My Way
- 1945 - J. Carrol Naish, A Medal for Benny
- 1946 - Clifton Webb, The Razor's Edge
- 1947 - Edmund Gwenn, Miracle on 34th Street
- 1948 - Walter Huston, The Treasure of the Sierra Madre
- 1949 - James Whitmore, Battleground

### Década de 1950
- 1950 - Edmund Gwenn, Mister 880
- 1951 - Peter Ustinov, Quo Vadis
- 1952 - Millard Mitchell, My Six Convicts
- 1953 - Frank Sinatra, From Here to Eternity
- 1954 - Edmond O'Brien, The Barefoot Contessa
- 1955 - Arthur Kennedy, Trial
- 1956 - Earl Holliman, The Rainmaker
- 1957 - Red Buttons, Sayonara
- 1958 - Burl Ives, The Big Country
- 1959 - Stephen Boyd, Ben-Hur

### Década de 1960
- 1960 - Sal Mineo, Exodus
- 1961 - George Chakiris, West Side Story
- 1962 - Omar Sharif, Lawrence of Arabia
- 1963 - John Huston, The Cardinal
- 1964 - Edmond O'Brien, Seven Days in May
- 1965 - Oskar Werner, The Spy Who Came in from the Cold
- 1966 - Richard Attenborough, The Sand Pebbles
- 1967 - Richard Attenborough, Doctor Dolittle
- 1968 - Daniel Massey, Star!
- 1969 - Gig Young, They Shoot Horses, Don't They?

### Década de 1970
- 1970 - John Mills, Ryan's Daughter
- 1971 - Ben Johnson, The Last Picture Show
- 1972 - Joel Grey, Cabaret
- 1973 - John Houseman, The Paper Chase
- 1974 - Fred Astaire, The Towering Inferno
- 1975 - Richard Benjamin, The Sunshine Boys
- 1976 - Laurence Olivier, Marathon Man
- 1977 - Peter Firth, Equus
- 1978 - John Hurt, Midnight Express
- 1979 - Robert Duvall, Apocalipse Now

### Década de 1980
- 1980 - Timothy Hutton, Ordinary People
- 1981 - John Gielgud, Arthur
- 1982 - Louis Gossett, Jr., An Officer and a Gentleman
- 1983 - Jack Nicholson, Terms of Endearment
- 1984 - Haing S. Ngor, The Killing Fields
- 1985 - Klaus Maria Brandauer, Out of Africa
- 1986 - Tom Berenger, Platoon
- 1987 - Sean Connery, The Untouchables
- 1988 - Martin Landau, Tucker: The Man and His Dream
- 1989 - Denzel Washington, Glory

### Década de 1990
| Ano  | Ator                    | Personagem                  | Filme                                            |
| ---- | ----------------------- | --------------------------- | ------------------------------------------------ |
| 1990 | Bruce Davison ‡         | David                       | Longtime Companion                               |
| 1990 | Armand Assante          | Roberto "Bobby Tex" Texador | Q & A                                            |
| 1990 | Hector Elizondo         | Barney Thompson             | Pretty Woman                                     |
| 1990 | Andy García ‡           | Vincent Mancini             | The Godfather Part III                           |
| 1990 | Al Pacino ‡             | Alphonse "Big Boy" Caprice  | Dick Tracy                                       |
| 1990 | Joe Pesci †             | Tommy DeVito                | Goodfellas                                       |
| 1991 | Jack Palance †          | Curly Washburn              | City Slickers                                    |
| 1991 | Ned Beatty              | Josef Locke                 | Hear My Song                                     |
| 1991 | John Goodman            | Charlie Meadows             | Barton Fink                                      |
| 1991 | Harvey Keitel ‡         | Mickey Cohen                | Bugsy                                            |
| 1991 | Ben Kingsley ‡          | Meyer Lansky                | Bugsy                                            |
| 1992 | Gene Hackman †          | Little Bill Daggett         | Unforgiven                                       |
| 1992 | Jack Nicholson ‡        | Coronel Nathan R. Jessup    | A Few Good Men                                   |
| 1992 | Chris O'Donnell         | Charlie Simms               | Scent of a Woman                                 |
| 1992 | Al Pacino ‡             | Ricky Roma                  | Glengarry Glen Ross                              |
| 1992 | David Paymer ‡          | Stan                        | Mr. Saturday Night                               |
| 1993 | Tommy Lee Jones †       | Samuel Gerard               | The Fugitive                                     |
| 1993 | Leonardo DiCaprio ‡     | Arnie Grape                 | What's Eating Gilbert Grape                      |
| 1993 | Ralph Fiennes ‡         | Amon Göeth                  | Schindler's List                                 |
| 1993 | John Malkovich ‡        | Mitch Leary                 | In the Line of Fire                              |
| 1993 | Sean Penn               | David Kleinfeld             | Carlito's Way                                    |
| 1994 | Martin Landau †         | Bela Lugosi                 | Ed Wood                                          |
| 1994 | Kevin Bacon             | Wade                        | The River Wild                                   |
| 1994 | Samuel L. Jackson ‡     | Jules Winnfield             | Pulp Fiction                                     |
| 1994 | Gary Sinise ‡           | Tenente Dan Taylor          | Forrest Gump                                     |
| 1994 | John Turturro           | Herb Stempel                | Quiz Show                                        |
| 1995 | Brad Pitt ‡             | Jeffrey Goines              | 12 Monkeys                                       |
| 1995 | Ed Harris ‡             | Gene Kranz                  | Apollo 13                                        |
| 1995 | John Leguizamo          | Chi-Chi Rodriguez           | To Wong Foo, Thanks for Everything! Julie Newmar |
| 1995 | Tim Roth ‡              | Archibald Cunningham        | Rob Roy                                          |
| 1995 | Kevin Spacey †          | Roger "Verbal" Kint         | The Usual Suspects                               |
| 1996 | Edward Norton ‡         | Aaron Stampler              | Primal Fear                                      |
| 1996 | Cuba Gooding Jr. †      | Rod Tidwell                 | Jerry Maguire                                    |
| 1996 | Samuel L. Jackson       | Carl Lee Hailey             | A Time To Kill                                   |
| 1996 | Paul Scofield           | Juiz Thomas Danforth        | The Crucible                                     |
| 1996 | James Woods ‡           | Byron De La Beckwith        | Ghosts of Mississippi                            |
| 1997 | Burt Reynolds ‡         | Jack Horner                 | Boogie Nights                                    |
| 1997 | Rupert Everett          | George Downes               | My Best Friend's Wedding                         |
| 1997 | Anthony Hopkins ‡       | John Quincy Adams           | Amistad                                          |
| 1997 | Greg Kinnear ‡          | Simon Bishop                | As Good as It Gets                               |
| 1997 | Jon Voight              | Leo F. Drummond             | The Rainmaker                                    |
| 1997 | Robin Williams †        | Dr. Sean Maguire            | Good Will Hunting                                |
| 1998 | Ed Harris ‡             | Christof                    | The Truman Show                                  |
| 1998 | Robert Duvall ‡         | Jerome Facher               | A Civil Action                                   |
| 1998 | Bill Murray             | Herman Blume                | Rushmore                                         |
| 1998 | Geoffrey Rush ‡         | Philip Henslowe             | Shakespeare in Love                              |
| 1998 | Donald Sutherland       | Bill Bowerman               | Without Limits                                   |
| 1998 | Billy Bob Thornton ‡    | Jacob Mitchell              | A Simple Plan                                    |
| 1999 | Tom Cruise ‡            | Frank T.J. Mackey           | Magnolia                                         |
| 1999 | Michael Caine †         | Dr. Wilbur Larch            | The Cider House Rules                            |
| 1999 | Michael Clarke Duncan ‡ | John Coffey                 | The Green Mile                                   |
| 1999 | Jude Law ‡              | Dickie Greenleaf            | The Talented Mr. Ripley                          |
| 1999 | Haley Joel Osment ‡     | Cole Sear                   | The Sixth Sense                                  |

### Década de 2000
| Ano  | Ator                     | Personagem                | Filme                                                      |
| ---- | ------------------------ | ------------------------- | ---------------------------------------------------------- |
| 2000 | Benicio Del Toro †       | Javier Rodriguez          | Traffic                                                    |
| 2000 | Jeff Bridges ‡           | Jackson Evans             | The Contender                                              |
| 2000 | Willem Dafoe ‡           | Max Schreck               | Shadow of the Vampire                                      |
| 2000 | Albert Finney ‡          | Edward L. Masry           | Erin Brockovich                                            |
| 2000 | Joaquin Phoenix ‡        | Imperador Cómodo          | Gladiator                                                  |
| 2001 | Jim Broadbent †          | John Bayley               | Iris                                                       |
| 2001 | Steve Buscemi            | Seymour                   | Ghost World                                                |
| 2001 | Hayden Christensen       | Sam Monroe                | Life as a House                                            |
| 2001 | Ben Kingsley ‡           | Don Logan                 | Sexy Beast                                                 |
| 2001 | Jude Law                 | Joe                       | A.I. Artificial Intelligence                               |
| 2002 | Chris Cooper †           | John Laroche              | Adaptation.                                                |
| 2002 | Ed Harris ‡              | Richard Brown             | The Hours                                                  |
| 2002 | Paul Newman ‡            | John Rooney               | Road to Perdition                                          |
| 2002 | Dennis Quaid             | Frank Whitaker            | Far from Heaven                                            |
| 2002 | John C. Reilly ‡         | Amos Hart                 | Chicago                                                    |
| 2003 | Tim Robbins †            | Dave Boyle                | Mystic River                                               |
| 2003 | Alec Baldwin ‡           | Shelly Kaplow             | The Cooler                                                 |
| 2003 | Albert Finney            | Velho Ed Bloom            | Big Fish                                                   |
| 2003 | William H. Macy          | Tick Tock McGlaughlin     | Seabiscuit                                                 |
| 2003 | Peter Sarsgaard          | Chuck Lane                | Shattered Glass                                            |
| 2003 | Ken Watanabe ‡           | Katsumoto                 | The Last Samurai                                           |
| 2004 | Clive Owen ‡             | Larry Gray                | Closer                                                     |
| 2004 | David Carradine          | Bill                      | Kill Bill (Volume 2)                                       |
| 2004 | Thomas Haden Church ‡    | Jack                      | Sideways                                                   |
| 2004 | Jamie Foxx ‡             | Max Durocher              | Collateral                                                 |
| 2004 | Morgan Freeman †         | Eddie "Scrap-Iron" Dupris | Million Dollar Baby                                        |
| 2005 | George Clooney †         | Bob Barnes                | Syriana                                                    |
| 2005 | Matt Dillon ‡            | John Ryan                 | Crash                                                      |
| 2005 | Will Ferrell             | Franz Liebkind            | The Producers                                              |
| 2005 | Paul Giamatti ‡          | Joe Gould                 | Cinderella Man                                             |
| 2005 | Bob Hoskins              | Vivian Van Damm           | Mrs. Henderson Presents                                    |
| 2006 | Eddie Murphy ‡           | James "Thunder" Early     | Dreamgirls                                                 |
| 2006 | Ben Affleck              | George Reeves             | Hollywoodland                                              |
| 2006 | Jack Nicholson           | Frank Costello            | The Departed                                               |
| 2006 | Mark Wahlberg ‡          | Sargento Sean Dignam      | The Departed                                               |
| 2006 | Brad Pitt                | Richard Jones             | Babel                                                      |
| 2007 | Javier Bardem †          | Anton Chigurh             | No Country for Old Men                                     |
| 2007 | Casey Affleck ‡          | Robert Ford               | The Assassination of Jesse James by the Coward Robert Ford |
| 2007 | Philip Seymour Hoffman ‡ | Gust Avrakotos            | Charlie Wilson's War                                       |
| 2007 | John Travolta            | Edna Turnblad             | Hairspray                                                  |
| 2007 | Tom Wilkinson ‡          | Arthur Edens              | Michael Clayton                                            |
| 2008 | Heath Ledger † (póstumo) | O Coringa                 | The Dark Knight                                            |
| 2008 | Tom Cruise               | Les Grossman              | Tropic Thunder                                             |
| 2008 | Robert Downey Jr. ‡      | Kirk Lazarus              | Tropic Thunder                                             |
| 2008 | Ralph Fiennes            | William Cavendish         | The Duchess                                                |
| 2008 | Philip Seymour Hoffman ‡ | Padre Brendan Flynn       | Dúvida                                                     |
| 2009 | Christoph Waltz †        | Coronel Hans Landa        | Inglourious Basterds                                       |
| 2009 | Matt Damon ‡             | François Pienaar          | Invictus                                                   |
| 2009 | Woody Harrelson ‡        | Capitão Tony Stone        | The Messenger                                              |
| 2009 | Christopher Plummer ‡    | Leo Tolstoy               | The Last Station                                           |
| 2009 | Stanley Tucci ‡          | George Harvey             | The Lovely Bones                                           |

### Década de 2010
| Ano  | Ator                     | Personagem              | Filme                                           |
| ---- | ------------------------ | ----------------------- | ----------------------------------------------- |
| 2010 | Christian Bale †         | Dicky Eklund            | The Fighter                                     |
| 2010 | Michael Douglas          | Gordon Gekko            | Wall Street: Money Never Sleeps                 |
| 2010 | Andrew Garfield          | Eduardo Saverin         | The Social Network                              |
| 2010 | Jeremy Renner ‡          | James "Jem" Coughlin    | The Town                                        |
| 2010 | Geoffrey Rush ‡          | Lionel Logue            | The King's Speech                               |
| 2011 | Christopher Plummer †    | Hal                     | Beginners                                       |
| 2011 | Kenneth Branagh ‡        | Laurence Olivier        | My Week with Marilyn                            |
| 2011 | Albert Brooks            | Bernie Rose             | Drive                                           |
| 2011 | Jonah Hill ‡             | Peter Brand             | Moneyball                                       |
| 2011 | Viggo Mortensen          | Sigmund Freud           | A Dangerous Method                              |
| 2012 | Christoph Waltz †        | Dr. King Schultz        | Django Unchained                                |
| 2012 | Alan Arkin ‡             | Lester Siegel           | Argo                                            |
| 2012 | Leonardo DiCaprio        | Calvin J. Candie        | Django Unchained                                |
| 2012 | Philip Seymour Hoffman ‡ | Lancaster Dodd          | The Master                                      |
| 2012 | Tommy Lee Jones ‡        | Thaddeus Stevens        | Lincoln                                         |
| 2013 | Jared Leto †             | Rayon                   | Dallas Buyers Club                              |
| 2013 | Barkhad Abdi ‡           | Abduwali Muse           | Captain Phillips                                |
| 2013 | Daniel Brühl             | Niki Lauda              | Rush                                            |
| 2013 | Bradley Cooper ‡         | Richie DiMaso           | American Hustle                                 |
| 2013 | Michael Fassbender ‡     | Edwin Epps              | 12 Years a Slave                                |
| 2014 | J.K. Simmons †           | Terence Fletcher        | Whiplash                                        |
| 2014 | Robert Duvall ‡          | Juiz Joseph Palmer      | The Judge                                       |
| 2014 | Ethan Hawke ‡            | Mason Evans             | Boyhood                                         |
| 2014 | Edward Norton ‡          | Mike Shiner             | Birdman or (The Unexpected Virtue of Ignorance) |
| 2014 | Mark Ruffalo ‡           | Dave Schultz            | Foxcatcher                                      |
| 2015 | Sylvester Stallone ‡     | Robert "Rocky" Balboa   | Creed                                           |
| 2015 | Paul Dano                | Brian Wilson            | Love & Mercy                                    |
| 2015 | Idris Elba               | O Comandante            | Beasts of No Nation                             |
| 2015 | Mark Rylance †           | Rudolf Abel             | Bridge of Spies                                 |
| 2015 | Michael Shannon          | Rick Carver             | 99 Homes                                        |
| 2016 | Aaron Taylor-Johnson     | Ray Marcus              | Nocturnal Animals                               |
| 2016 | Mahershala Ali †         | Juan                    | Moonlight                                       |
| 2016 | Jeff Bridges ‡           | Xerife Marcus Hamilton  | Hell or High Water                              |
| 2016 | Simon Helberg            | Cosmé McMoon            | Florence Foster Jenkins                         |
| 2016 | Dev Patel ‡              | Saroo Brierley          | Lion                                            |
| 2017 | Sam Rockwell †           | Oficial Jason Dixon     | Three Billboards Outside Ebbing, Missouri       |
| 2017 | Willem Dafoe ‡           | Bobby Hicks             | The Florida Project                             |
| 2017 | Armie Hammer             | Oliver                  | Call Me by Your Name                            |
| 2017 | Richard Jenkins ‡        | Giles                   | The Shape of Water                              |
| 2017 | Christopher Plummer ‡    | J. Paul Getty           | All the Money in the World                      |
| 2018 | Mahershala Ali †         | Doc Shirley             | Green Book                                      |
| 2018 | Timothée Chalamet        | Nic Sheff               | Beautiful Boy                                   |
| 2018 | Adam Driver ‡            | Detetive Flip Zimmerman | BlacKkKlansman                                  |
| 2018 | Richard E. Grant ‡       | Jack Hock               | Can You Ever Forgive Me?                        |
| 2018 | Sam Rockwell ‡           | George W. Bush          | Vice                                            |
| 2019 | Brad Pitt †              | Cliff Booth             | Once Upon a Time in Hollywood                   |
| 2019 | Al Pacino ‡              | Jimmy Hoffa             | The Irishman                                    |
| 2019 | Joe Pesci ‡              | Russell Bufalino        | The Irishman                                    |
| 2019 | Anthony Hopkins ‡        | Papa Bento XVI          | The Two Popes                                   |
| 2019 | Tom Hanks ‡              | Fred Rogers             | A Beautiful Day in the Neighborhood             |

### Década de 2020
| Ano  | Ator                | Personagem             | Filme                             |
| ---- | ------------------- | ---------------------- | --------------------------------- |
| 2020 | Daniel Kaluuya †    | Fred Hampton           | Judas and the Black Messiah       |
| 2020 | Sacha Baron Cohen ‡ | Abbie Hoffman          | The Trial of the Chicago 7        |
| 2020 | Jared Leto          | Albert Sparma          | The Little Things                 |
| 2020 | Bill Murray         | Felix Keane            | On the Rocks                      |
| 2020 | Leslie Odom Jr. ‡   | Sam Cooke              | One Night in Miami...             |
| 2021 | Kodi Smit-McPhee ‡  | Peter Gordon           | The Power of the Dog              |
| 2021 | Ben Affleck         | Charlie Moehringer     | The Tender Bar                    |
| 2021 | Ciarán Hinds ‡      | Pop                    | Belfast                           |
| 2021 | Jamie Dornan        | Pa                     | Belfast                           |
| 2021 | Troy Kotsur †       | Frank Rossi            | CODA                              |
| 2022 | Ke Huy Quan †       | Waymond Wang           | Everything Everywhere All at Once |
| 2022 | Brendan Gleeson ‡   | Colm Doherty           | The Banshees of Inisherin         |
| 2022 | Barry Keoghan ‡     | Dominic Kearney        | The Banshees of Inisherin         |
| 2022 | Brad Pitt           | Jack Conrad            | Babylon                           |
| 2022 | Eddie Redmayne      | Charles Cullen         | The Good Nurse                    |
| 2023 | Robert Downey Jr. † | Lewis Strauss          | Oppenheimer                       |
| 2023 | Mark Ruffalo ‡      | Duncan Wedderburn      | Poor Things                       |
| 2023 | Willem Dafoe        | Dr. Godwin Baxter      | Poor Things                       |
| 2023 | Ryan Gosling ‡      | Ken                    | Barbie                            |
| 2023 | Charles Melton      | Joe Yoo                | May December                      |
| 2023 | Robert De Niro ‡    | William Hale           | Killers of the Flower Moon        |
| 2024 | Kieran Culkin       | Benji Kaplan           | A Real Pain                       |
| 2024 | Guy Pearce          | Harrison Lee Van Buren | The Brutalist                     |
| 2024 | Yura Borisov        | Igor                   | Anora                             |
| 2024 | Jeremy Strong       | Roy Cohn               | The Apprentice                    |
| 2024 | Edward Norton       | Pete Seeger            | A Complete Unknown                |
| 2024 | Denzel Washington   | Macrino                | Gladiator II                      |